# ميل وايت
ميل وايت (بالإنجليزية: Mel White)‏ هو كاتب أمريكي، ولد في 26 يوليو 1940 في سانتا كلارا في الولايات المتحدة.

## وصلات خارجية
- ميل وايت على موقع IMDb (الإنجليزية)
- ميل وايت على موقع قاعدة بيانات الفيلم (الإنجليزية)